# Meteor (brasserie)
Pour les articles homonymes, voir Meteor.
Meteor est une brasserie indépendante alsacienne fondée en 1640. Elle est installée à Hochfelden dans le département du Bas-Rhin.

## Présentation
La brasserie Meteor est située à Hochfelden, petite ville de la Communauté de communes du Pays de la Zorn, une région agricole vallonnée qui s'étend entre Strasbourg et Saverne. L'activité brassicole y bénéficie de la qualité exceptionnelle du bassin hydrographique alimenté par les eaux vosgiennes.
Dans sa stratégie de communication, elle se positionne comme « le plus grand des petits et le plus petit des grands brasseurs » ; elle revendique d'être la dernière grande brasserie alsacienne indépendante  et le plus ancien site brassicole de France encore en activité. Elle met également en avant le caractère familial de sa direction et son identité alsacienne.
Son effectif est stable depuis 1996 et compte 200 salariés en 2017. Son chiffre d’affaires consolidé était de 55 millions d’euros en 2017. Elle produit environ 500 000 hectolitres de bière par an pour une capacité de 600 000 hectolitres.

## Historique

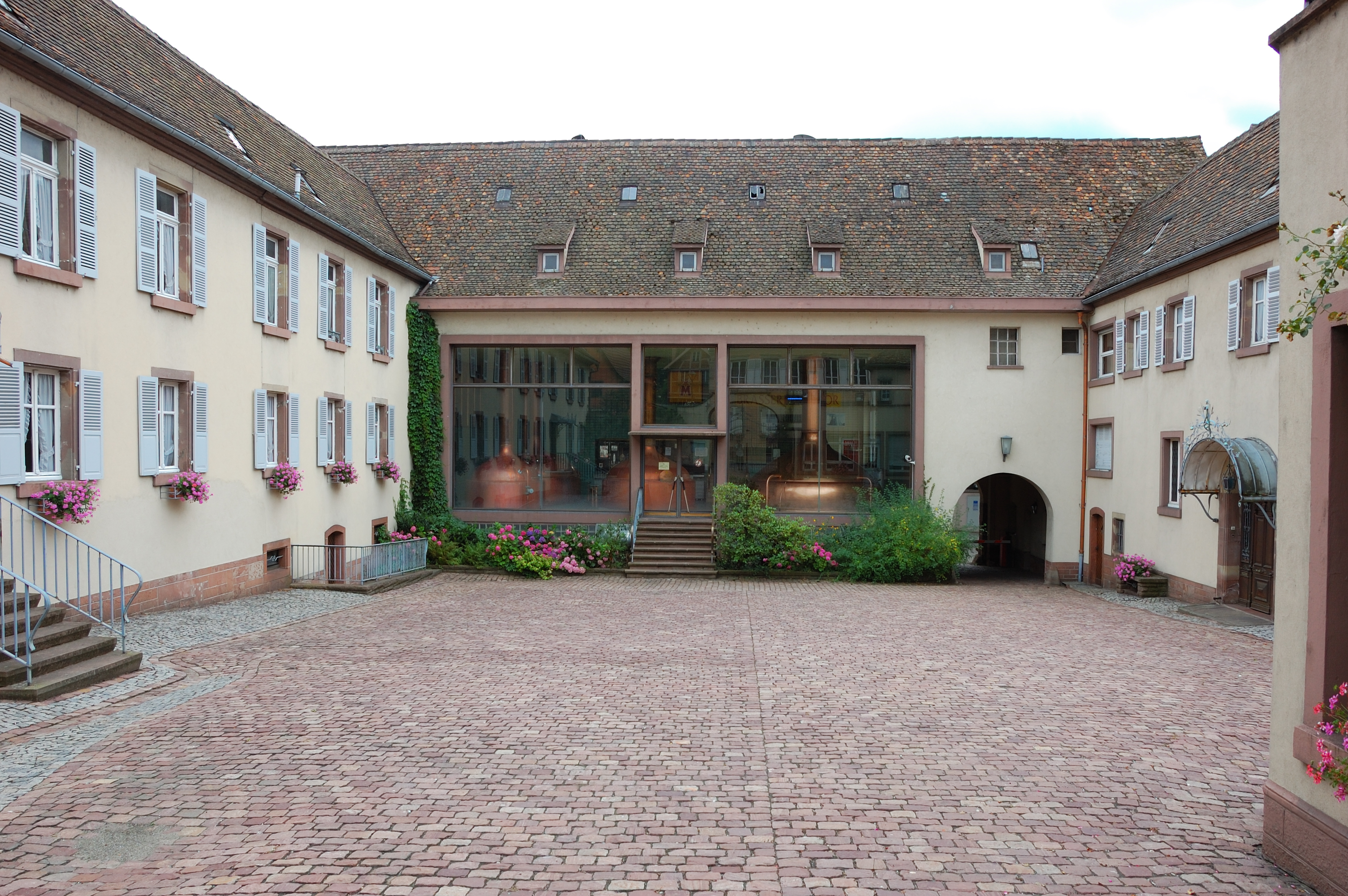
Entrée et cour de la brasserie.

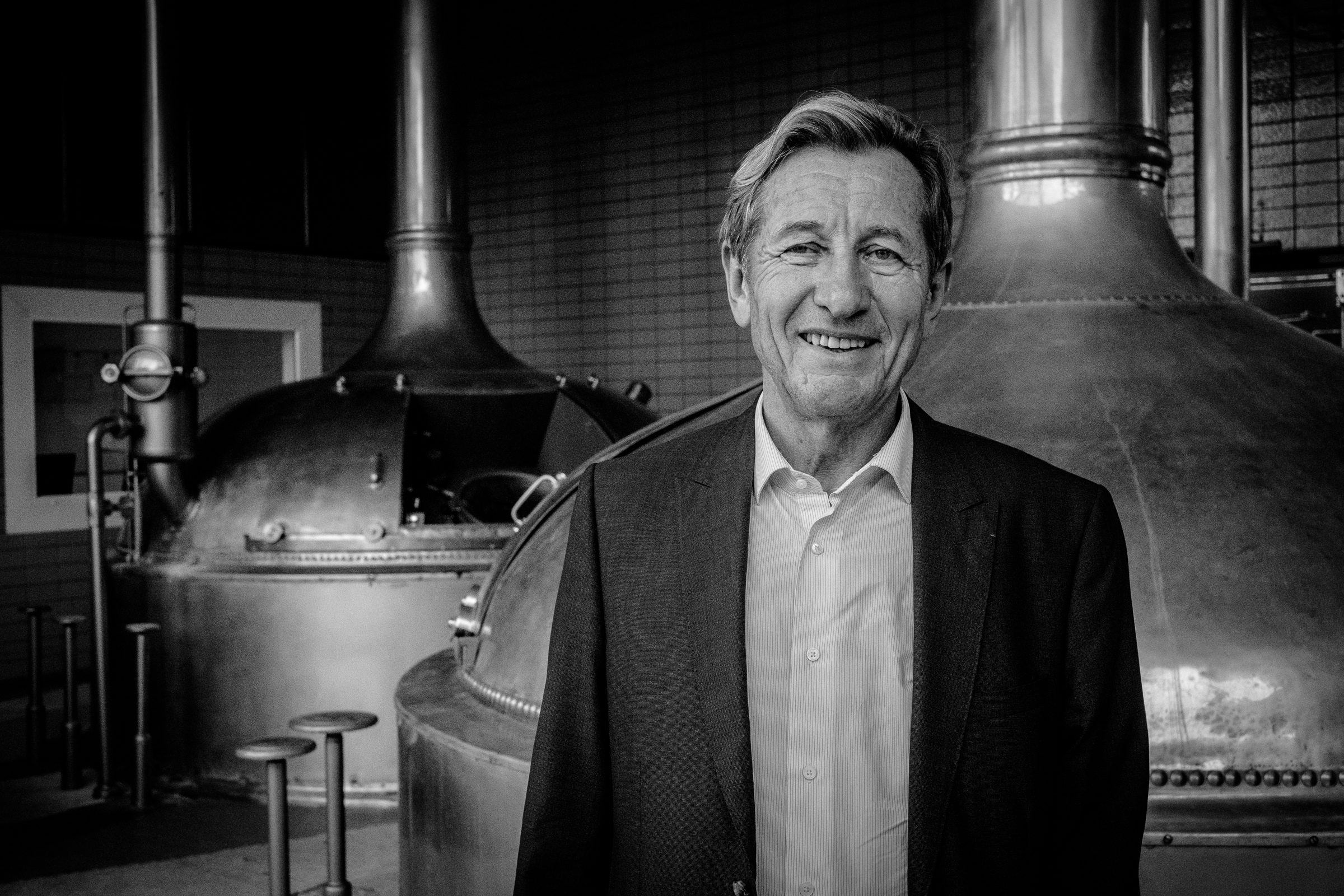
Michel Haag, président de la brasserie de 1975 à 2018.

En 870, l'abbaye de Wissembourg possédait, à Hochhuzen (Hochfelden), une cour domaniale avec terre salienne et manse de vignobles à l'emplacement de l'actuelle brasserie Meteor.
En 1640, Jean Klein installe la brasserie à son emplacement actuel. En 1844, la famille Metzger, issue de brasseurs strasbourgeois, rachète cette brasserie. En 1898, cette famille s'allie par mariage à la famille Haag, brasseurs d'Ingwiller ; la brasserie est renommée « Metzger Haag ». La brasserie est encore aujourd'hui dirigée par cette même famille.
C'est en 1925 que Louis Haag, épaulé par ses deux fils Frédéric et Alfred, rebaptise sa brasserie « Meteor », patronyme plus porteur sur le marché français. Deux ans plus tard, il lance la fameuse « Meteor Pils », une bière réalisée à partir d'une sélection de houblons tchèques (Saaz) qui s'inspire de la célèbre bière de Pilsen. Cette bière va lui permettre un certain succès en France.
En 1941, la brasserie acquiert des wagons isothermes construits par De Dietrich. Un de ces wagons est aujourd'hui exposé à la cité du train de Mulhouse.

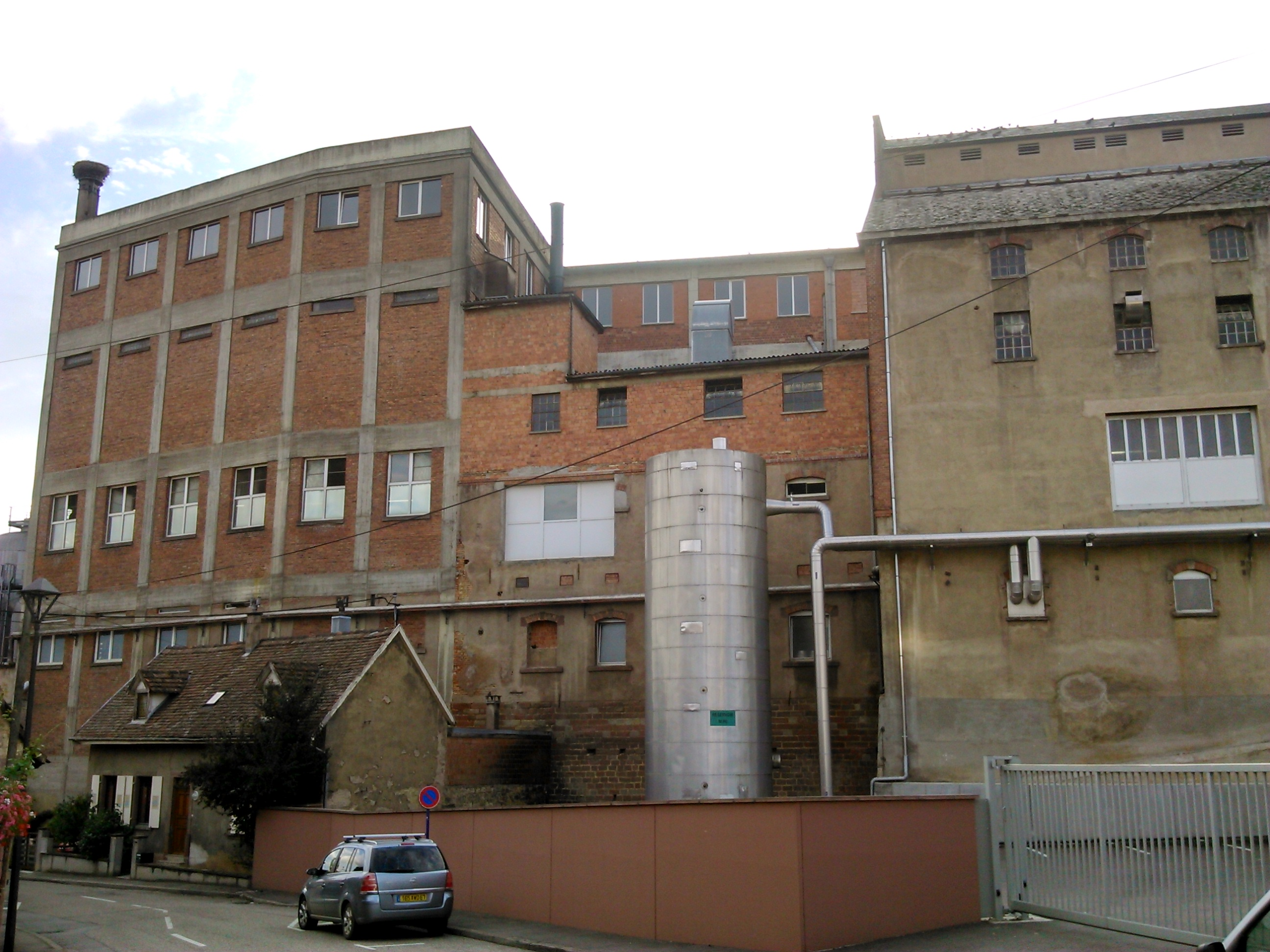
Une partie des installations de la brasserie.

Les années 1950 sont celles du développement, portées par la vogue croissante du label « Alsace ». Le cap des 100 000 hectolitres produits est franchi en 1956, celui des 200 000 en 1966, les 300 000 sont atteints en 1982, 400 000 en 1990, et 500 000 en 2004, tandis que plus de 70 brasseries de la région ont disparu depuis la Première Guerre mondiale ou ont été rachetées par de grands groupes. Michel Haag prend la présidence de la brasserie en 1975. Michel Haag est également le président du Syndicat des brasseurs d'Alsace. Un embranchement ferroviaire est construit dans les années 1970 mais déposé dans les années 1990.
Au printemps 2015, Meteor lance un nouveau conditionnement pour la consommation à domicile : le mini-fût de 3,1 litres.
La villa Haag, rebaptisée « villa Meteor », est ouverte au public depuis le 8 octobre 2016 afin de développer l'activité touristique du site de la brasserie.
En 2017, Meteor et l'Union des Églises protestantes d'Alsace et de Lorraine célèbrent les 500 ans de la Réforme en brassant la bière de Luther. La production est limitée à 4 000 bouteilles.
En juillet 2018, Edouard Haag, fils de Michel Haag, devient directeur général et commercial de la brasserie.
Le 30 octobre 2019, la brasserie Meteor ouvre un bar-restaurant, baptisé « Le Meteor », situé rue du 22-Novembre à Strasbourg. Avec une capacité d'accueil de 1 400 clients, c'est l'un des plus grands établissements de la ville.
En 2025, le groupe Heineken confie à la brasserie Meteor la sous-traitance de la bière Fischer pour une durée de trois ans avant pérennisation éventuelle.

## Divers

Ancien logo de la bière Meteor.

### Volumes de production
Meteor produit environ 500 000 hectolitres de bière par an, dont un quart sous forme de fûts.
- Répartition des volumes[14] :
  - Cafés, Hôtels, Restaurants (CHR) : 35 % du volume  dont 95 % à la pression.
  - Grandes et moyennes surfaces (GMS) : 60 % du volume dont 10 % en bouteilles consignées.
  - Export : 5 % du volume principalement au Royaume-Uni, en Suisse, en Italie, aux États-Unis.

### Distribution
- 1 filiale de distribution : « Meteor Distribution Boissons » et 3 dépôts : Caves du chalet (68), Boissons Sud Lorraine (88) et Ho’ Bière International (67).
- 4 500 clients CHR répartis sur toute la France.
- Présence dans 90 % des magasins du quart nord-est de la France (Alsace, Lorraine, Champagne-Ardennes).

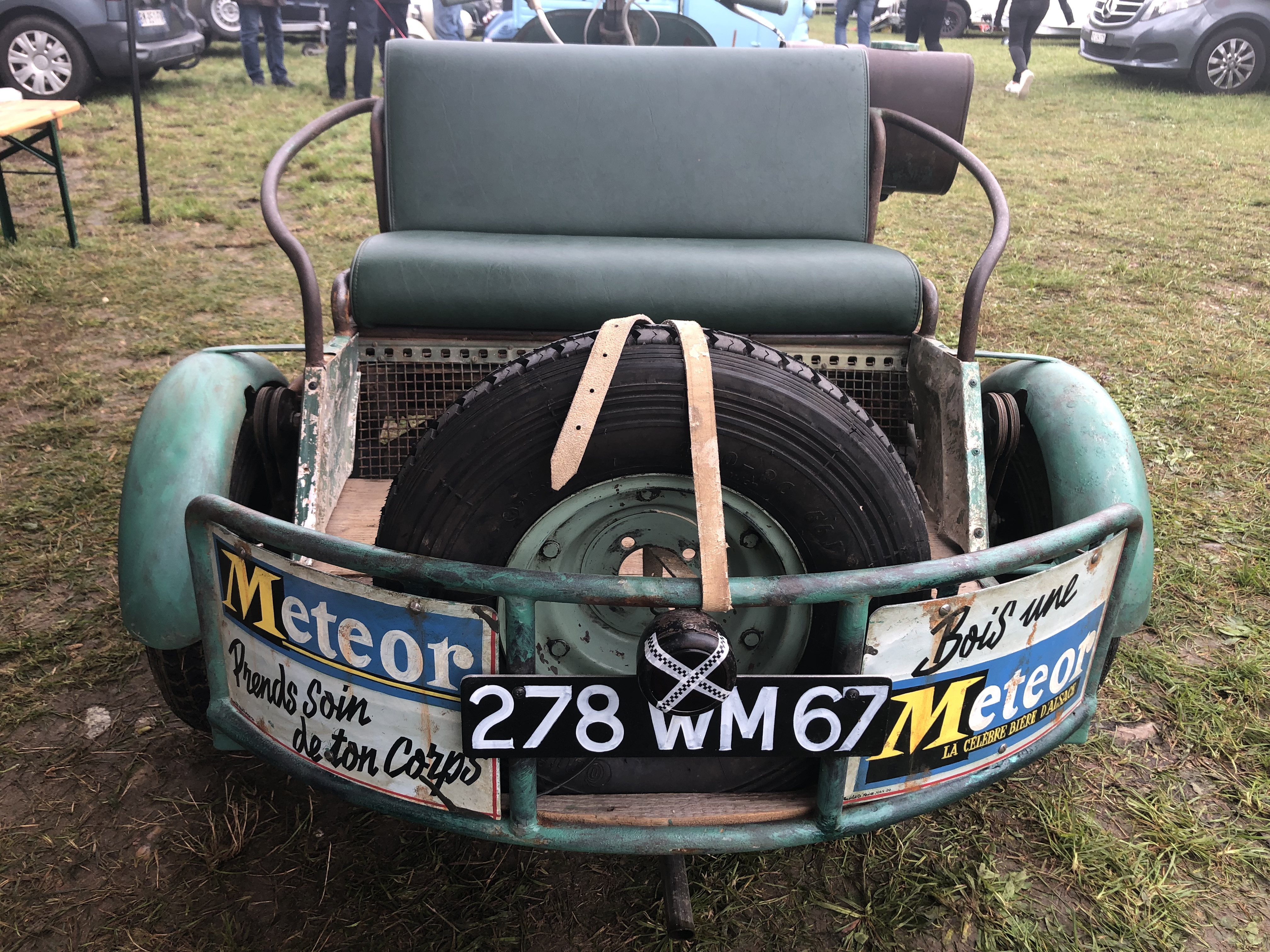
publicité Meteor sur une Vespa 1954.

Sa production de bouteilles est essentiellement vendue en Alsace (80 % des ventes) avec des succès dans les bières de spécialité (blanche et d'abbaye) et de saison (bière de Noël et de Printemps).
La brasserie Meteor recycle ses bouteilles de bière en verre consignée depuis 50 ans.

## Les bières
Plusieurs bières de la brasserie Meteor ont été récompensées lors de divers concours : la Meteor Pils a reçu la médaille d'or au Mondial de la Bière Europe 2014 et la médaille d'or au concours général agricole 2016, la Meteor Fruitée est médaille de bronze au concours général agricole 2016, Ackerland a reçu la médaille de platine au Mondial de la Bière Europe 2013 et la médaille de bronze au concours général agricole 2015, la Wendelinus a reçu la médaille de bronze au concours général agricole 2015, la Wendelinus Rossa a reçu la médaille de bronze au concours général agricole 2014 et 2016 et la Wendelinus Tenebris a été médaillée d'or au concours Mondial de la Bière Europe 2014.
- Meteor Lager (blonde, 5 %) ;
- Meteor Pils (blonde, 5 %) ;
- Meteor Grand Malt (blonde, 6,1 %) ;
- Meteor Blanche (blanche, 5 %) ;
- Meteor Fruitée (blanche aromatisée pêche et abricot, 3 %) ;
- Meteor Bière de Printemps (bière de saison, blonde, 5,5 %) ;
- Meteor Bière de Noël (bière de saison, ambrée, 5,8 %) ;
- Meteor Brassin d'été (bière de saison lancée en 2018, blanche IPA, 5%) ;
- Meteor Hefeweizen (Weizenbier, 5 %) ;
- Meteor sans alcool (blonde, <1 %) ;
- Meteor IPA (6,2 %) ;
- Wendelinus (ambrée, 6,8 %) ;
- Wendelinus Rossa (bière aromatisée, 6 %) ;
- Wendelinus Intensia (ambrée, 9 %) ;
- Wendelinus Tenebris (brune, 6 %) ;
- Ackerland (blonde, 6,1 %) ;
- Panaché du Brasseur (panaché, 1 %).
- Meteor HopStar (Blonde, 6,1%)

Bières dont la production est arrêtée :
- Muse ;
- Mortimer ;
- Pravda ;
- Ska ;
- Meteor Light.

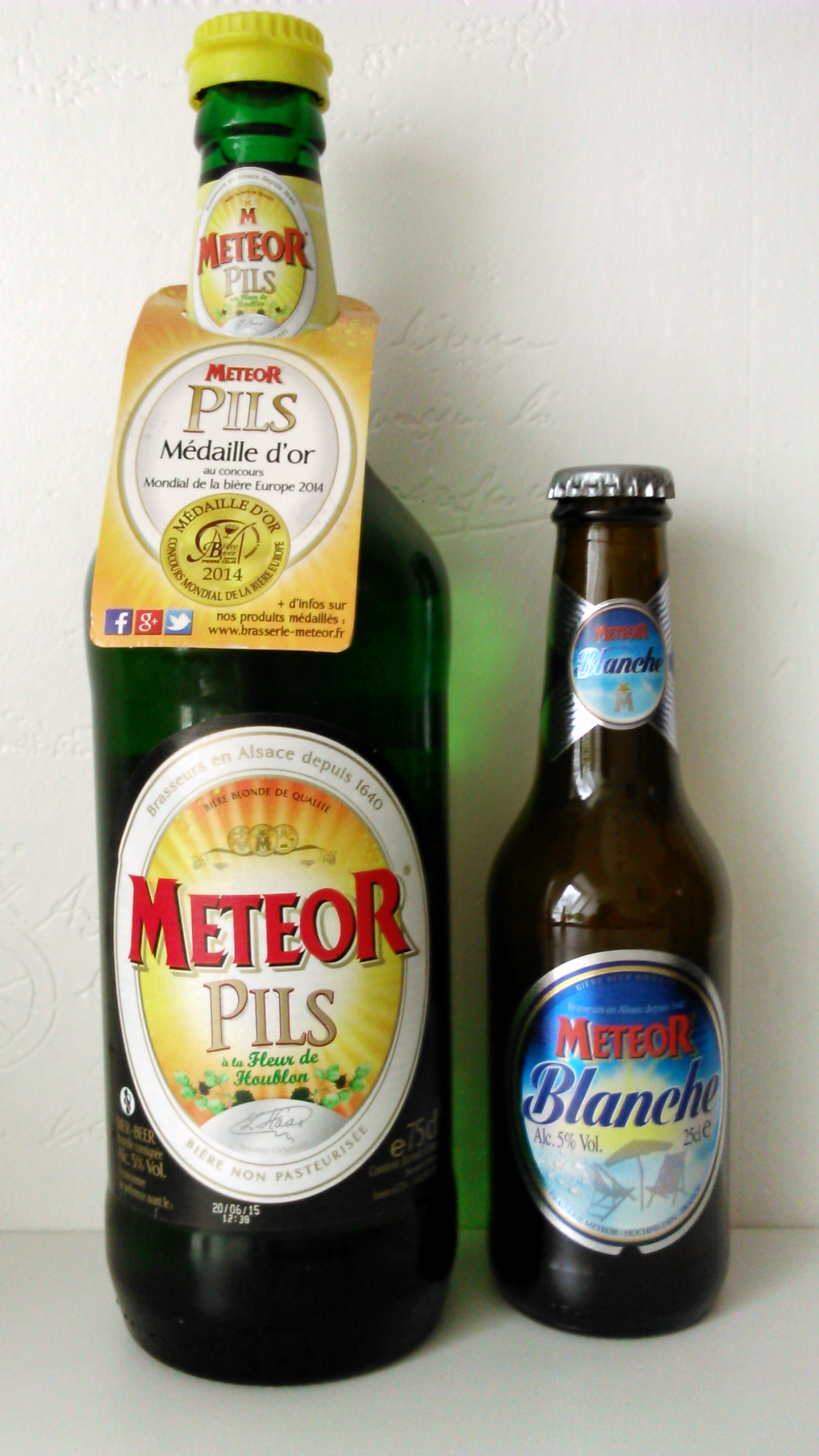
Meteor Pils et Meteor Blanche.
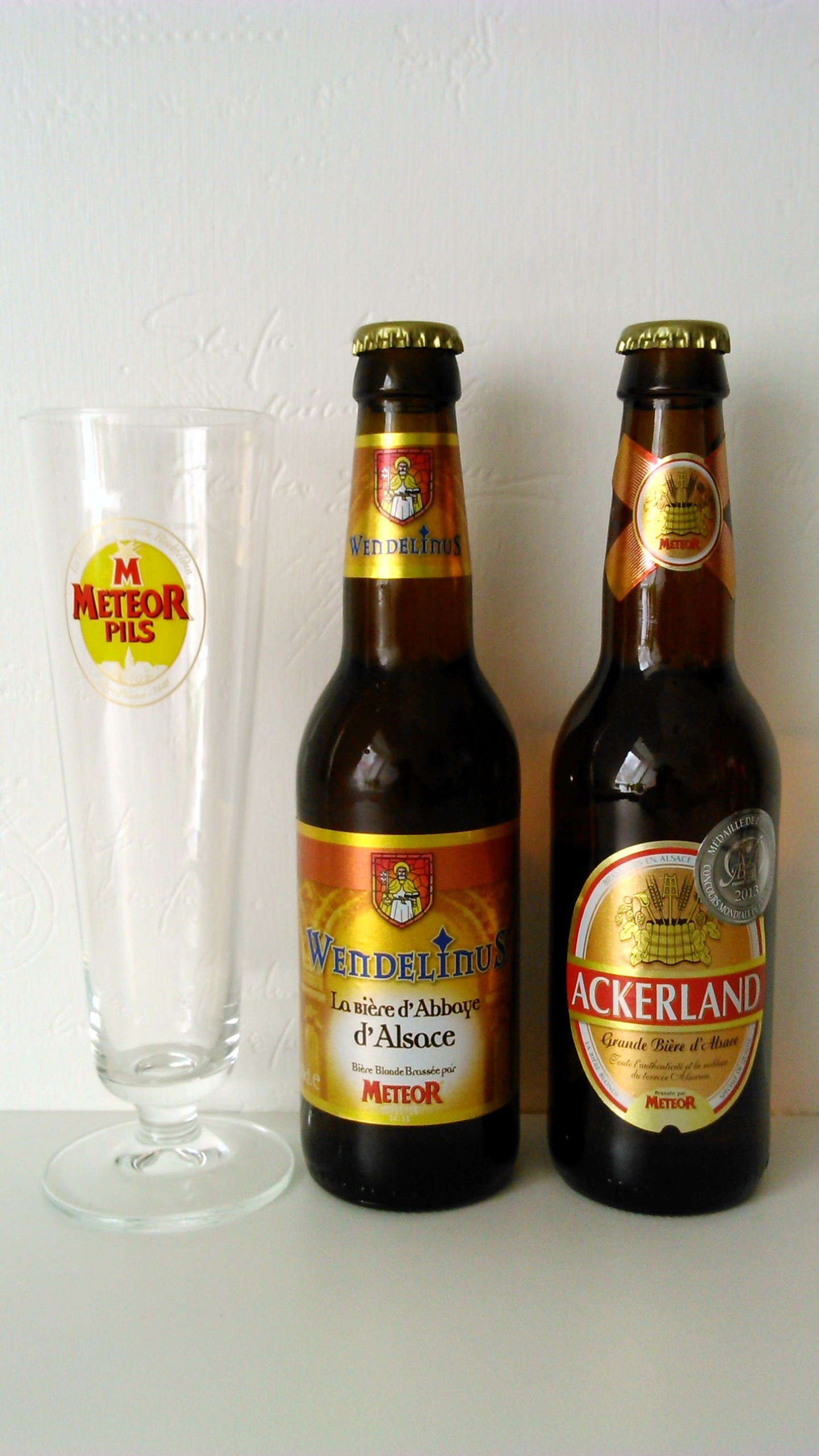
Ackerland, Wendelinus et verre Meteor.
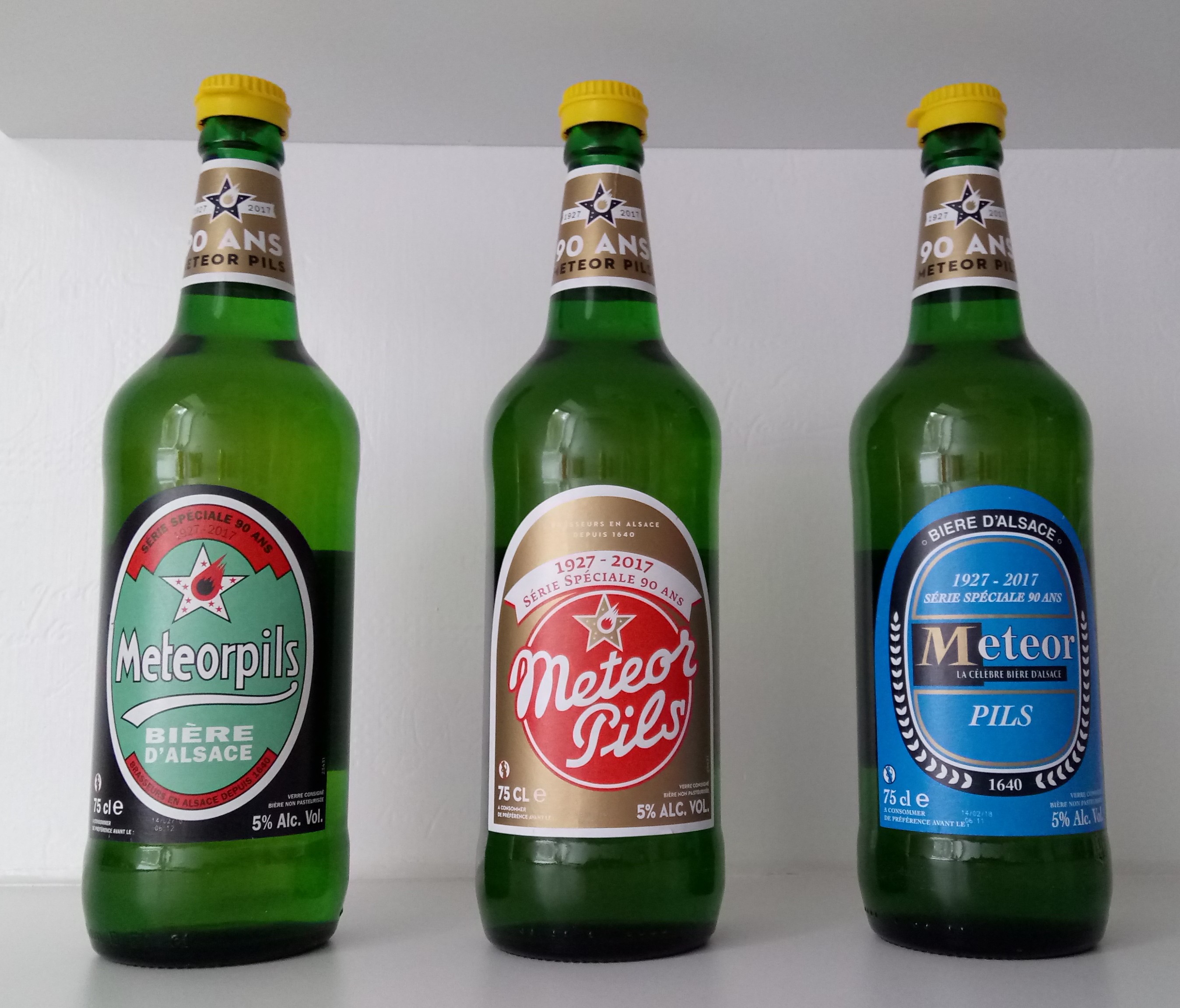
Série spéciale 90 ans de la Meteor Pils.
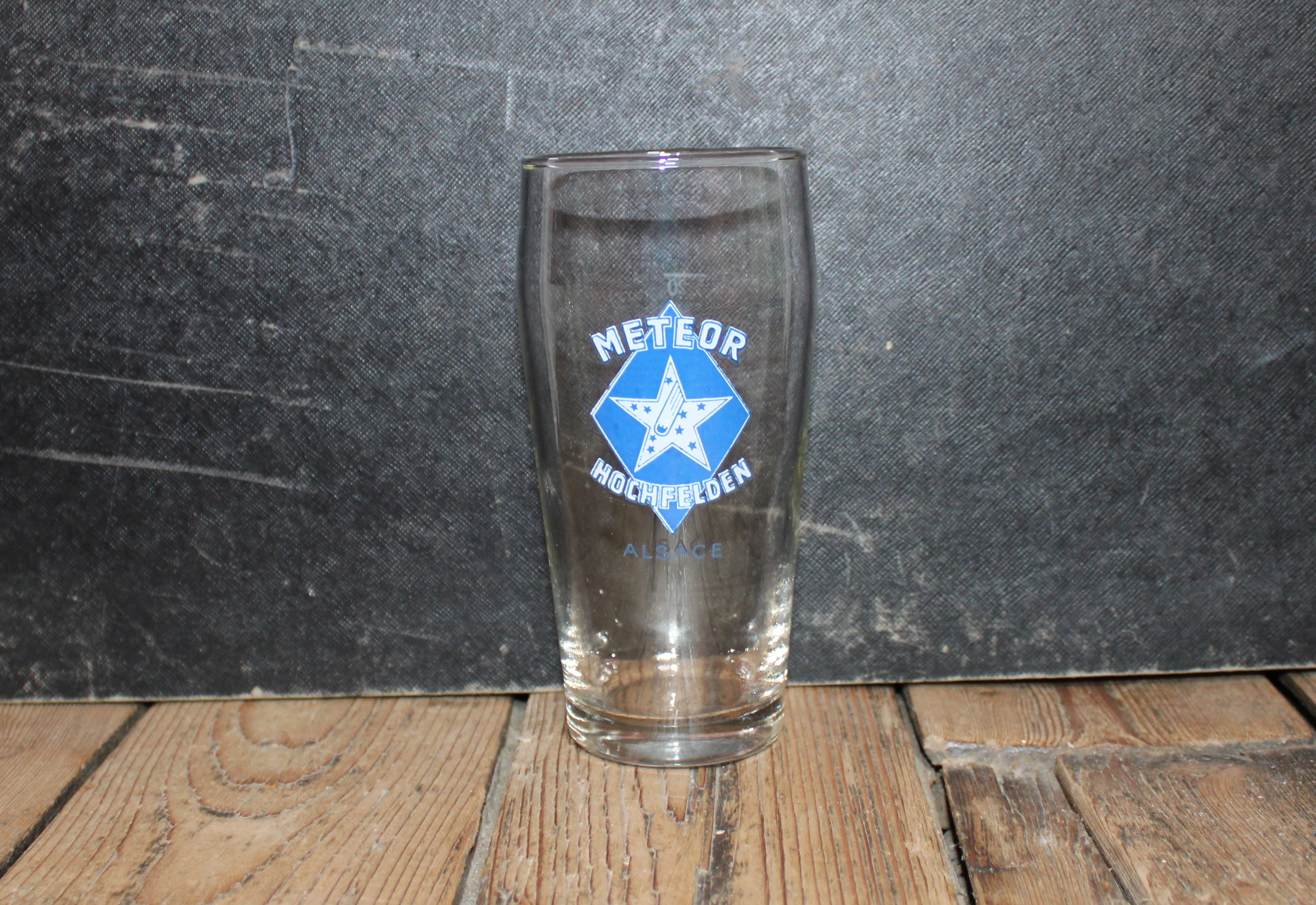
Vieux verre à bière "Meteor Hochfelden".
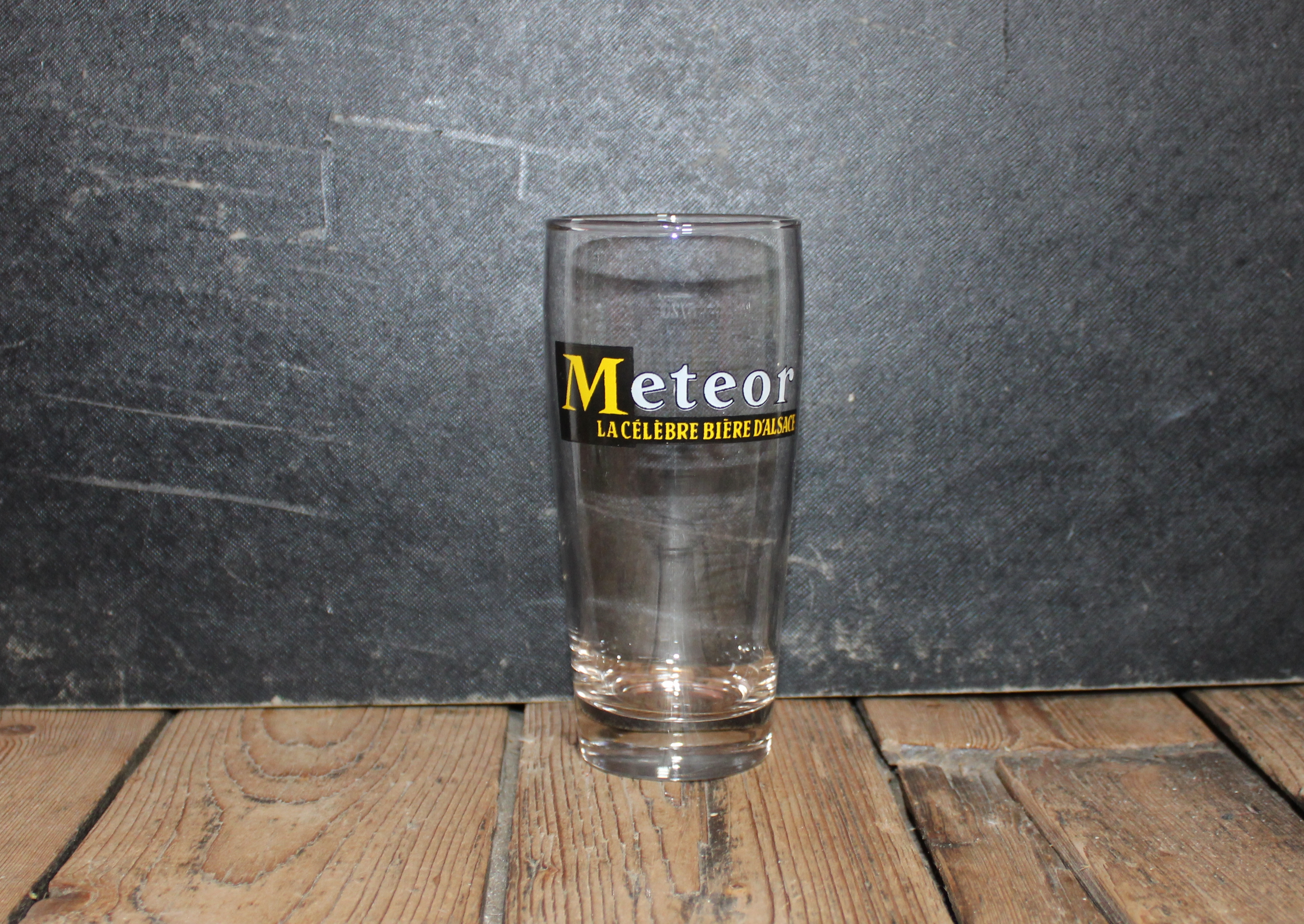
Vieux verre à bière "Meteor La célèbre bière d'Alsace".